# Mosweu
Mosweu est une ville du Botswana.